# Província marítima de Ferrol

Bandera de la província marítima de Ferrol.

La província marítima de Ferrol és una de les trenta províncies marítimes en les quals es divideix el litoral espanyol. Comprèn des del meridià de l'Estaca de Bares fins a la línia amb rumb 300° de punta Carboeira. Limita a l'est amb la província marítima de Burela i a l'oest amb la província marítima de la Corunya.
La capitania d'aquesta província marítima es troba al port de Ferrol, que també és el port més important.
De nord a sud consta dels següents districtes marítims:
- Cariño (FE-1): des de l'Estaca de Bares fins a la punta Candelaria.
- Cedeira (FE-2): des de la punta Candelaria fins a la punta Chirlateira.
- Ferrol (FE-3): des de la punta Chirlateira fins a la Punta Carboeira.